# Sport-Club Paderborn 07 2019-2020
Questa voce raccoglie le informazioni riguardanti il Sport-Club Paderborn 07 nelle competizioni ufficiali della stagione 2019-2020.

## Stagione
Nella stagione 2019-2020 il Paderborn, allenato da Steffen Baumgart, concluse il campionato di Bundesliga al 18º posto e fu retrocesso in 2. Bundesliga. In Coppa di Germania il Paderborn fu eliminato al secondo turno dal Bayer Leverkusen.

## Rosa
| N. |                     | Ruolo | Calciatore              |
| -- | ------------------- | ----- | ----------------------- |
| 2  | Germania (bandiera) | D     | Uwe Hünemeier           |
| 4  | Germania (bandiera) | D     | Jan-Luca Rumpf          |
| 5  | Germania (bandiera) | D     | Christian Strohdiek     |
| 6  | Islanda (bandiera)  | C     | Samúel Kári Friðjónsson |
| 7  | Germania (bandiera) | C     | Marlon Ritter           |
| 8  | Germania (bandiera) | C     | Klaus Gjasula           |
| 9  | Germania (bandiera) | C     | Kai Pröger              |
| 11 | Germania (bandiera) | A     | Sven Michel             |
| 12 | Croazia (bandiera)  | C     | Dominik Bilogrević      |
| 13 | Germania (bandiera) | D     | Sebastian Schonlau      |
| 14 | Germania (bandiera) | C     | Adrian Oeynhausen       |
| 15 | Germania (bandiera) | D     | Luca Kilian             |
| 17 | Germania (bandiera) | P     | Leopold Zingerle        |
| 18 | Germania (bandiera) | A     | Dennis Srbeny           |

| N. |                                 | Ruolo | Calciatore              |
| -- | ------------------------------- | ----- | ----------------------- |
| 19 | Marocco (bandiera)              | C     | Abdelhamid Sabiri       |
| 20 | Lussemburgo (bandiera)          | D     | Laurent Jans            |
| 21 | Germania (bandiera)             | P     | Jannik Huth             |
| 22 | Ghana (bandiera)                | C     | Christopher Antwi-Adjei |
| 24 | Bosnia ed Erzegovina (bandiera) | C     | Rifet Kapić             |
| 25 | Tunisia (bandiera)              | C     | Mohamed Dräger          |
| 26 | Inghilterra (bandiera)          | C     | Antony Evans            |
| 29 | Nigeria (bandiera)              | D     | Jamilu Collins          |
| 30 | Germania (bandiera)             | A     | Streli Mamba            |
| 31 | Germania (bandiera)             | A     | Ben Zolinski            |
| 32 | Germania (bandiera)             | A     | Dennis Jastrzembski     |
| 34 | Germania (bandiera)             | P     | Leon Brüggemeier        |
| 38 | Filippine (bandiera)            | C     | Gerrit Holtmann         |
| 39 | Grecia (bandiera)               | C     | Sebastian Vasiliadis    |

## Organigramma societario
Area tecnica
- Preparatori atletici:
- Allenatore in seconda: Danilo de Souza, Philipp Maier, Maniyel Nergiz, Daniel Scherning
- Preparatore dei portieri: Nico Burchert
- Analisi video:
- Allenatore: Steffen Baumgart

## Calciomercato

### Sessione estiva
| Acquisti | Acquisti          | Acquisti             | Acquisti |
| R.       | Nome              | da                   | Modalità |
| -------- | ----------------- | -------------------- | -------- |
| C        | Abdelhamid Sabiri | Huddersfield Town    |          |
| D        | Laurent Jans      | Metz                 |          |
| C        | Cauly             | Duisburg             |          |
| A        | Johannes Dörfler  | Uerdingen 05         |          |
| A        | Felix Drinkuth    | Sportfreunde Lotte   |          |
| A        | Marcel Hilßner    | Hansa Rostock        |          |
| C        | Gerrit Holtmann   | Magonza              |          |
| P        | Jannik Huth       | Magonza              |          |
| D        | Luca Kilian       | Borussia Dortmund II |          |
| A        | Streli Mamba      | Energie Cottbus      |          |
| D        | Jan-Luca Rumpf    | Siegen               |          |

| Cessioni | Cessioni          | Cessioni             | Cessioni |
| R.       | Nome              | a                    | Modalità |
| -------- | ----------------- | -------------------- | -------- |
| C        | Tobias Schwede    | Wehen Wiesbaden      |          |
| A        | Felix Drinkuth    | Hallescher           |          |
| A        | Sergio Gucciardo  | Alemannia Aquisgrana |          |
| C        | Olivér Schindler  | Lippstadt 08         |          |
| D        | Lukas Boeder      | Duisburg             |          |
| D        | Sascha Heil       | Gießen               |          |
| D        | Felix Herzenbruch | Rot-Weiss Essen      |          |
| C        | Philipp Klement   | Stoccarda            |          |
| A        | Bernard Tekpetey  | Schalke 04           |          |
| C        | Massih Wassey     | Paderborn II         |          |

### Sessione invernale
| Acquisti | Acquisti                | Acquisti       | Acquisti |
| R.       | Nome                    | da             | Modalità |
| -------- | ----------------------- | -------------- | -------- |
| A        | Dennis Jastrzembski     | Hertha Berlino |          |
| C        | Antony Evans            | Everton U23    |          |
| C        | Samúel Kári Friðjónsson | Vålerenga      |          |
| A        | Dennis Srbeny           | Norwich City   |          |

| Cessioni | Cessioni          | Cessioni      | Cessioni |
| R.       | Nome              | a             | Modalità |
| -------- | ----------------- | ------------- | -------- |
| A        | Johannes Dörfler  | Zwickau       |          |
| A        | Babacar Gueye     | Karlsruhe     |          |
| A        | Marcel Hilßner    | Hallescher    |          |
| P        | Michael Ratajczak | Hannover 96   |          |
| C        | Cauly             | Ludogorec     |          |
| A        | Khiry Shelton     | Sporting K.C. |          |

## Risultati

### Bundesliga

#### Girone di andata
| Arbitro: | Stieler |

|                                    |           |                      |
| Bailey 10’ Havertz 19’ Volland 69’ | Marcatori | 15’ Michel 25’ Mamba |

| Arbitro: | Welz |

|          |           |                                              |
| Mamba 3’ | Marcatori | 21’ (rig.) Waldschmidt 40’ Petersen 90’ Kwon |

| Arbitro: | Schlager |

|             |           |           |
| Brekalo 56’ | Marcatori | 12’ Cauly |

| Arbitro: | Schröder |

|          |           |                                               |
| Cauly 8’ | Marcatori | 33’ Sané 49’ Serdar 71’, 85’ Harit 83’ Kutucu |

| Arbitro: | Willenborg |

|                       |           |              |
| Dilrosun 10’ Wolf 52’ | Marcatori | 54’ Zolinski |

| Arbitro: | Zwayer |

|                        |           |                                         |
| Pröger 68’ Collins 84’ | Marcatori | 15’ Gnabry 55’ Coutinho 79’ Lewandowski |

| Arbitro: | Ittrich |

|              |           |                                 |
| Zolinski 14’ | Marcatori | 8’ Quaison 32’ (rig.) Brosinski |

| Arbitro: | Gräfe |

|                                   |           |  |
| Terodde 9’ Schaub 59’ Bornauw 85’ | Marcatori |  |

| Arbitro: | Dankert |

|                         |           |  |
| Sabiri 43’ Schonlau 64’ | Marcatori |  |

| Arbitro: | Schröder |

|                                   |           |  |
| Skov 2’ Kadeřábek 15’ Locadia 26’ | Marcatori |  |

| Arbitro: | Fritz |

|  |           |         |
|  | Marcatori | 41’ Max |

| Arbitro: | Dingert |

|                                |           |                            |
| Sancho 47’ Witsel 84’ Reus 90’ | Marcatori | 5’, 37’ Mamba 43’ Holtmann |

| Arbitro: | Steinhaus-Webb |

|                       |           |                                  |
| Mamba 62’ Gjasula 73’ | Marcatori | 3’ Schick 4’ Sabitzer 26’ Werner |

| Arbitro: | Stegemann |

|  |           |            |
|  | Marcatori | 90’ Michel |

| Arbitro: | Jablonski |

|            |           |               |
| Pröger 33’ | Marcatori | 7’ Ingvartsen |

| Arbitro: | Kampka |

|                            |           |  |
| Pléa 46’ Stindl 67’ (rig.) | Marcatori |  |

| Arbitro: | Schmidt |

|                        |           |          |
| Sabiri 9’ Schonlau 41’ | Marcatori | 72’ Dost |

#### Girone di ritorno
| Arbitro: | Siebert |

|            |           |                                                 |
| Srbeny 51’ | Marcatori | 11’, 14’ Volland 36’ Baumgartlinger 75’ Havertz |

| Arbitro: | Dingert |

|  |           |                                   |
|  | Marcatori | 48’ Antwi-Adjei 84’ (rig.) Sabiri |

| Arbitro: | Ittrich |

|                             |           |                                        |
| Zolinski 22’ Vasiliadis 72’ | Marcatori | 26’ Knoche 40’, 60’ Ginczek 76’ Arnold |

| Arbitro: | Brych |

|            |           |             |
| Kutucu 63’ | Marcatori | 81’ Gjasula |

| Arbitro: | Steinhaus-Webb |

|            |           |                               |
| Srbeny 51’ | Marcatori | 10’ Boyata 67’ (aut.) Collins |

| Arbitro: | Schmidt |

|                                 |           |                       |
| Gnabry 25’ Lewandowski 70’, 88’ | Marcatori | 44’ Srbeny 75’ Michel |

| Arbitro: | Osmers |

|                         |           |  |
| Quaison 29’ Onisiwo 37’ | Marcatori |  |

| Arbitro: | Siebert |

|            |           |                     |
| Srbeny 73’ | Marcatori | 28’ Meré 36’ Hector |

| Düsseldorf 16 maggio 2020, ore 15:30 CEST 26ª giornata | Fortuna Düsseldorf | 0 – 0 referto | Paderborn | Merkur Spiel-Arena (0 spett.)\| Arbitro: \| Willenborg \| |
| Arbitro:                                               | Willenborg         |               |           |                                                           |

| Arbitro: | Steinhaus-Webb |

|           |           |         |
| Srbeny 9’ | Marcatori | 4’ Skov |

| Augusta 27 maggio 2020, ore 20:30 CEST 28ª giornata | Augusta | 0 – 0 referto | Paderborn | WWK Arena (0 spett.)\| Arbitro: \| Aytekin \| |
| Arbitro:                                            | Aytekin |               |           |                                               |

| Arbitro: | Siebert |

|                      |           |                                                          |
| Hünemeier 72’ (rig.) | Marcatori | 54’ Hazard 57’, 74’, 90’ Sancho 85’ Hakimi 89’ Schmelzer |

| Arbitro: | Aytekin |

|            |           |               |
| Schick 27’ | Marcatori | 90’ Strohdiek |

| Arbitro: | Dingert |

|            |           |                                                        |
| Sabiri 66’ | Marcatori | 20’, 39’ Klaassen 34’ Ōsako 59’ Eggestein 90’ Füllkrug |

| Arbitro: | Steinhaus-Webb |

|                     |           |  |
| Zolinski 27’ (aut.) | Marcatori |  |

| Arbitro: | Welz |

|            |           |                                    |
| Michel 53’ | Marcatori | 4’ Herrmann 55’ (rig.), 73’ Stindl |

| Arbitro: | Brand |

|                            |           |                       |
| Rode 9’ Silva 32’ Dost 52’ | Marcatori | 55’ Dräger 75’ Michel |

### Coppa di Germania
| Arbitro: | Aarnink |

|                                 |                      |                                         |
| Engelmann 53’ Lokotsch 79’, 85’ | Marcatori            | 28’ Hünemeier 43’ Antwi-Adjei 73’ Mamba |
| Lokotsch Backszat Wolff Steffen | Tiri di rigore 2 – 4 | Hünemeier Gjasula Collins Cauly         |

| Arbitro: | Jablonski |

|            |           |  |
| Alario 25’ | Marcatori |  |

## Statistiche

### Statistiche di squadra
| Competizione      | Punti | In casa | In casa | In casa | In casa | In casa | In casa | In trasferta | In trasferta | In trasferta | In trasferta | In trasferta | In trasferta | Totale | Totale | Totale | Totale | Totale | Totale | DR  |
| Competizione      | Punti | G       | V       | N       | P       | Gf      | Gs      | G            | V            | N            | P            | Gf           | Gs           | G      | V      | N      | P      | Gf     | Gs     | DR  |
| ----------------- | ----- | ------- | ------- | ------- | ------- | ------- | ------- | ------------ | ------------ | ------------ | ------------ | ------------ | ------------ | ------ | ------ | ------ | ------ | ------ | ------ | --- |
| Bundesliga        | 20    | 17      | 2       | 2       | 13      | 21      | 46      | 17           | 2            | 6            | 9            | 16           | 28           | 34     | 4      | 8      | 22     | 37     | 74     | -37 |
| Coppa di Germania | -     | 0       | 0       | 0       | 0       | 0       | 0       | 2            | 0            | 1            | 1            | 3            | 4            | 2      | 0      | 1      | 1      | 3      | 4      | -1  |
| Totale            | 20    | 17      | 2       | 2       | 13      | 21      | 46      | 19           | 2            | 7            | 10           | 19           | 32           | 36     | 4      | 9      | 23     | 40     | 78     | -38 |

### Andamento in campionato
| Giornata  | 1  | 2  | 3  | 4  | 5  | 6  | 7  | 8  | 9  | 10 | 11 | 12 | 13 | 14 | 15 | 16 | 17 | 18 | 19 | 20 | 21 | 22 | 23 | 24 | 25 | 26 | 27 | 28 | 29 | 30 | 31 | 32 | 33 | 34 |
| --------- | -- | -- | -- | -- | -- | -- | -- | -- | -- | -- | -- | -- | -- | -- | -- | -- | -- | -- | -- | -- | -- | -- | -- | -- | -- | -- | -- | -- | -- | -- | -- | -- | -- | -- |
| Luogo     | T  | C  | T  | C  | T  | C  | C  | T  | C  | T  | C  | T  | C  | T  | C  | T  | C  | C  | T  | C  | T  | C  | T  | T  | C  | T  | C  | T  | C  | T  | C  | T  | C  | T  |
| Risultato | P  | P  | N  | P  | P  | P  | P  | P  | V  | P  | P  | N  | P  | V  | N  | P  | V  | P  | V  | P  | N  | P  | P  | P  | P  | N  | N  | N  | P  | N  | P  | P  | P  | P  |
| Posizione | 12 | 15 | 15 | 17 | 18 | 18 | 18 | 18 | 18 | 18 | 18 | 18 | 18 | 17 | 18 | 18 | 18 | 18 | 17 | 18 | 18 | 18 | 18 | 18 | 18 | 18 | 18 | 18 | 18 | 18 | 18 | 18 | 18 | 18 |

Legenda:

Luogo: C = Casa; T = Trasferta. Risultato: V = Vittoria; N = Pareggio; P = Sconfitta.

### Statistiche dei giocatori
| Giocatore       | Bundesliga | Bundesliga | Bundesliga  | Bundesliga | Coppa di Germania | Coppa di Germania | Coppa di Germania | Coppa di Germania | Totale   | Totale | Totale      | Totale     |
| Giocatore       | Presenze   | Reti       | Ammonizioni | Espulsioni | Presenze          | Reti              | Ammonizioni       | Espulsioni        | Presenze | Reti   | Ammonizioni | Espulsioni |
| --------------- | ---------- | ---------- | ----------- | ---------- | ----------------- | ----------------- | ----------------- | ----------------- | -------- | ------ | ----------- | ---------- |
| C. Antwi-Adjei  | 34         | 1          | 2           | 0          | 2                 | 1                 | 0                 | 0                 | 36       | 2      | 2           | 0          |
| D. Bilogrević   | 0          | 0          | 0           | 0          | 0                 | 0                 | 0                 | 0                 | 0        | 0      | 0           | 0          |
| L. Brüggemeier  | 0          | 0          | 0           | 0          | 0                 | 0                 | 0                 | 0                 | 0        | 0      | 0           | 0          |
| C. Cauly        | 13         | 2          | 0           | 0          | 2                 | 0                 | 0                 | 0                 | 15       | 2      | 0           | 0          |
| J. Collins      | 30         | 1          | 7           | 1          | 2                 | 0                 | 0                 | 0                 | 32       | 1      | 7           | 1          |
| M. Cordi        | 0          | 0          | 0           | 0          | 0                 | 0                 | 0                 | 0                 | 0        | 0      | 0           | 0          |
| F. Drinkuth     | 0          | 0          | 0           | 0          | 0                 | 0                 | 0                 | 0                 | 0        | 0      | 0           | 0          |
| M. Dräger       | 18         | 1          | 2           | 0          | 0                 | 0                 | 0                 | 0                 | 18       | 1      | 2           | 0          |
| J. Dörfler      | 0          | 0          | 0           | 0          | 0                 | 0                 | 0                 | 0                 | 0        | 0      | 0           | 0          |
| A. Evans        | 6          | 0          | 0           | 0          | 0                 | 0                 | 0                 | 0                 | 6        | 0      | 0           | 0          |
| S. Friðjónsson  | 5          | 0          | 1           | 0          | 0                 | 0                 | 0                 | 0                 | 5        | 0      | 1           | 0          |
| K. Gjasula      | 29         | 2          | 17          | 0          | 2                 | 0                 | 2                 | 0                 | 31       | 2      | 19          | 0          |
| B. Gueye        | 3          | 0          | 0           | 0          | 0                 | 0                 | 0                 | 0                 | 3        | 0      | 0           | 0          |
| G. Holtmann     | 24         | 1          | 1           | 1          | 2                 | 0                 | 1                 | 0                 | 26       | 1      | 2           | 1          |
| J. Huth         | 6          | 0          | 0           | 0          | 2                 | 0                 | 0                 | 0                 | 8        | 0      | 0           | 0          |
| U. Hünemeier    | 16         | 1          | 5           | 1          | 1                 | 1                 | 0                 | 0                 | 17       | 2      | 5           | 1          |
| L. Jans         | 22         | 0          | 2           | 0          | 2                 | 0                 | 0                 | 0                 | 24       | 0      | 2           | 0          |
| D. Jastrzembski | 6          | 0          | 0           | 0          | 0                 | 0                 | 0                 | 0                 | 6        | 0      | 0           | 0          |
| R. Kapič        | 0          | 0          | 0           | 0          | 0                 | 0                 | 0                 | 0                 | 0        | 0      | 0           | 0          |
| L. Kilian       | 15         | 0          | 1           | 0          | 1                 | 0                 | 0                 | 0                 | 16       | 0      | 1           | 0          |
| S. Mamba        | 24         | 5          | 5           | 0          | 2                 | 1                 | 0                 | 0                 | 26       | 6      | 5           | 0          |
| S. Michel       | 29         | 5          | 7           | 0          | 1                 | 0                 | 0                 | 0                 | 30       | 5      | 7           | 0          |
| A. Oeynhausen   | 0          | 0          | 0           | 0          | 0                 | 0                 | 0                 | 0                 | 0        | 0      | 0           | 0          |
| K. Pröger       | 31         | 2          | 0           | 0          | 2                 | 0                 | 0                 | 0                 | 33       | 2      | 0           | 0          |
| M. Ratajczak    | 0          | 0          | 0           | 0          | 0                 | 0                 | 1                 | 0                 | 0        | 0      | 1           | 0          |
| M. Ritter       | 11         | 0          | 3           | 0          | 0                 | 0                 | 0                 | 0                 | 11       | 0      | 3           | 0          |
| J. Rumpf        | 1          | 0          | 0           | 0          | 0                 | 0                 | 0                 | 0                 | 1        | 0      | 0           | 0          |
| A. Sabiri       | 24         | 4          | 6           | 0          | 1                 | 0                 | 0                 | 0                 | 25       | 4      | 6           | 0          |
| R. Schallenberg | 0          | 0          | 0           | 0          | 0                 | 0                 | 0                 | 0                 | 0        | 0      | 0           | 0          |
| S. Schonlau     | 23         | 2          | 2           | 0          | 1                 | 0                 | 0                 | 0                 | 24       | 2      | 2           | 0          |
| M. Schulze      | 0          | 0          | 0           | 0          | 0                 | 0                 | 0                 | 0                 | 0        | 0      | 0           | 0          |
| K. Shelton      | 2          | 0          | 0           | 0          | 2                 | 0                 | 0                 | 0                 | 4        | 0      | 0           | 0          |
| D. Srbeny       | 17         | 5          | 2           | 0          | 0                 | 0                 | 0                 | 0                 | 17       | 5      | 2           | 0          |
| P. Steinwender  | 0          | 0          | 0           | 0          | 0                 | 0                 | 0                 | 0                 | 0        | 0      | 0           | 0          |
| C. Strohdiek    | 16         | 1          | 3           | 0          | 1                 | 0                 | 0                 | 0                 | 17       | 1      | 3           | 0          |
| J. Tugbenyo     | 0          | 0          | 0           | 0          | 0                 | 0                 | 0                 | 0                 | 0        | 0      | 0           | 0          |
| S. Vasiliadis   | 32         | 1          | 10          | 0          | 1                 | 0                 | 1                 | 0                 | 33       | 1      | 11          | 0          |
| L. Zingerle     | 28         | 0          | 1           | 0          | 0                 | 0                 | 0                 | 0                 | 28       | 0      | 1           | 0          |
| B. Zolinski     | 28         | 3          | 3           | 0          | 2                 | 0                 | 0                 | 0                 | 30       | 3      | 3           | 0          |